# Okulice (województwo dolnośląskie)
Okulice (niem. Ocklitz) – wieś położona w województwie dolnośląskim, w powiecie wrocławskim, w gminie Sobótka.
W latach 1975–1998 miejscowość należała administracyjnie do województwa wrocławskiego.

## Nazwa
Nazwa miejscowości wywodzi się prawdopodobnie od polskiej nazwy ptaka sokoła. Heinrich Adamy swoim dziele o nazwach miejscowych na Śląsku wydanym w 1888 roku we Wrocławiu wymienia jako pierwotną zanotowaną nazwę miejscowości Sokolnik podając jej znaczenie "Falknerdorf" - "Wieś sokolników". Wiąże się ona prawdopodobnie z sokolnictwem - polowaniem z sokołami, którym zajmowali się mieszkańcy. Nazwa miejscowości została później zgermanizowana na Ocklitz i utraciła pierwotne znaczenie.
Kolejna wzmianka o miejscowości znajduje się w łacińskim dokumencie z 1250 roku wydanym przez papieża Innocentego IV w Lyonie gdzie wieś zanotowana została w zlatynizowanej, staropolskiej formie „Ocholici”. W okresie hitlerowskiego reżimu w latach 1937–1945 nazwę miejscowości zmieniono ze zgermanizowanej wywiedzionej z wcześniejszej słowiańskiej nazwy na całkowicie niemiecką Eichwall. Po 1945 roku polska administracja nadała miejscowości kolejną spolonizowaną nazwę wywiedzioną od nazwy niemieckiej w wyniku czego ma ona obecnie inne znaczenie od pierwotnego.

## Zabytki
Do wojewódzkiego rejestru zabytków wpisany jest:
- park dworski, z drugiej połowy XIX w.

inne zabytki:
- dwór renesansowy, zbudowany w pierwszych dekadach XVII w., cechy renesansowe zatarte przez znaczne przebudowy w XVIII i XIX w. i zniszczenia z 1945 r.